# Andrei Rădulescu
Andrei Rădulescu (n. 21 noiembrie / 4 decembrie 1880, Chiojdeanca, Județul Prahova – d. 30 septembrie 1959) a fost un jurist și magistrat român, profesor universitar, academician și Președinte al Academiei Române între anii 1946 - 1948. Întemeietor al școlii de cercetare a dreptului românesc. Președinte al Înaltei Curți de Casație și Justiție (1938 - 1940).

## Biografie

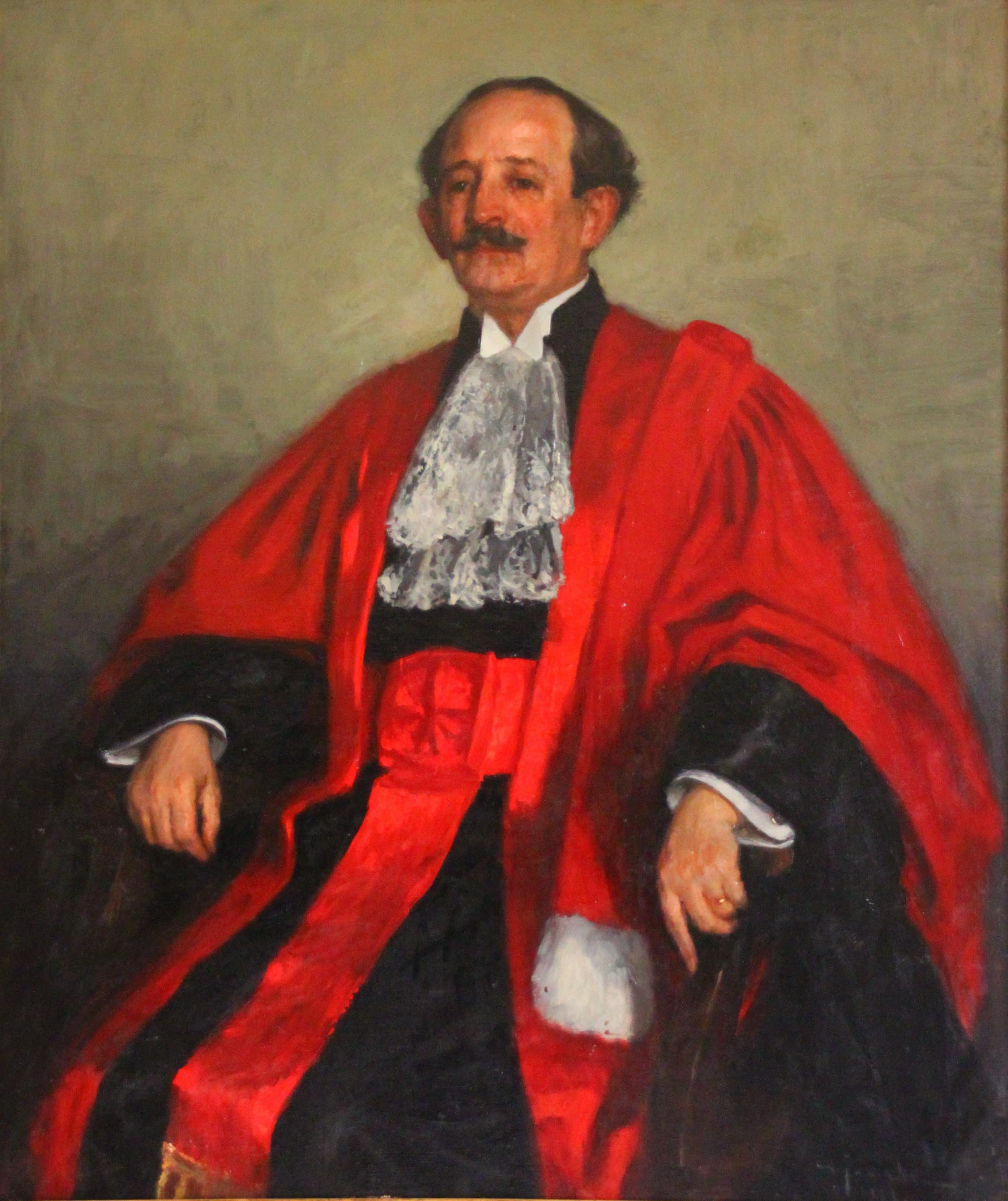

Născut în localitatea Chiojdeanca din Prahova ca prim fiu al Mariei și al lui Andronache Rădulescu, o familie mândră de moșneni, Andrei Rădulescu urmează cu regularitate, între 1893, cursurile școlii primare din localitatea natală. În 1894 se înscrie la  liceul  "Sf. Petru și Pavel" din Ploiești. Elev eminent, Andrei Rădulescu dovedește calități oratorice ieșite din comun și prima sa conferință intitulată, "Noi în 1900" va atrage atenția Regelui Carol I care îl va primi la Peleș în data de 12 iulie 1900. Despre primirea la rege relatează ziarul Universul de la acea vreme într-un articol intitulat "Succesele unui licean". În iunie 1901, Andrei Rădulescu se înscrie la Facultatea de Drept - obținând prin concurs bursa acordată de Fundația Universitară Carol I - precum și la Facultatea de Litere și Filosofie din București, secțiile Istorie și Filologie clasică. În 1905 susține examenul de licență la Facultatea de Drept și este declarat licențiat în Drept cu unanimitate de bile albe "Cum laude". Un an mai târziu termină cu "Magna cum laude" și cursurile Facultății de Litere, Secția istorică. Universitatea îi acordă atunci și premiul special "Josef Halfon". În 1912 își ia Doctoratul în Drept, la Liège, în Belgia, cu mențiunea "Avec grande distinction".
După terminarea facultății, Andrei Rădulescu activează pentru scurt timp ca avocat la Secția I a Baroului din Prahova (23 februarie 1906 - 5 aprilie 1907), înainte de a intra în magistratură, fiind numit supleant la Tribunalul Argeș din Pitești. În 1908 este avansat "judecător de ședință", la Tribunalul din Pitești iar doi ani mai târziu, ca o recunoaștere a "corectitudinii și seriozității" sale este transferat la Tribunalul Ilfov, cu sediul în București.
În paralel cu activitatea sa în magistratură, în 1913 își începe cariera didactică la Școala de Științe de Stat, unde va susține și primul său curs universitar de drept internațional public. Timp de aproape 30 de ani a predat neîntrerupt cursuri de drept civil, drept internațional public, drept comercial și drept constituțional la Academia de Înalte Studii Comerciale și Industriale (1913 - 1947), dar și la Școala Superioară de Război și la Școala de Înalt Comandament (1931-1940). Între 1916 și 1918 a ținut un curs de Istoria Dreptului Românesc și la Facultatea de Drept a Universității din București, în calitate de suplinitor. În 1916 este distins de Academia Română cu premiul "Adamachi" pentru lucrarea sa "Studii de Drept civil", raportul în vederea premierii fiind semnat de scriitorul Barbu Ștefănescu-Delavrancea (1858-1918).
La 5 iunie 1919, este ales membru corespondent al Academiei Române, Secțiunea istorică. La 29 mai 1920, istoricul român Vasile Pârvan (1882-1927) propune alegerea sa ca membru activ, în locul ocupat înainte de Mihail Kogălniceanu și de Alexandru Xenopol. Ca și la alegerea sa ca membru corespondent, în rapoartele de propunere Teodor V. Stefanelli îl recomandă ca fiind un valoros scriitor juridic.
La 2 iunie 1920, Andrei Rădulescu este ales membru activ al Academiei Române. Multe din lucrările sale - peste 200 publicate în țară și în străinătate, îndeosebi studii privitoare la vechiul drept românesc - au fost prezentate în Aula Academiei Române, precum "Izvoarele Codului Calimach", "Pravilistul Flechtenmacher", "Cercetări privitoare la Înființarea Curții de Casație în România", "Romanitatea dreptului nostru", "Regimul Juridic al Bosforului și Dardanelelor", "Curtea Permanentă de Justiție Internațională", "Normele privitoare la adunarea materialelor pentru cunoașterea vechiul drept nescris".
La 3 iunie 1922 susține discursul de recepție la Academia Română intitulat "Cultura juridică românească în ultimul secol", răspunsul la intervenția sa fiind dat de Iacob Negruzzi (1842-1932), pe atunci secretar general al Academiei, care a subliniat importanța lucrărilor și studiilor lui Andrei Rădulescu privind Istoria Dreptului Românesc, în special a celor referitoare la praviliștii care au făcut parte din comisiile de elaborare a Codului Calimach și a Legiurii Caragea. La această ședință solemnă a asistat și principele Carol, viitorul rege. Din 1923, Andrei Rădulescu a ocupat diverse funcții în cadrul Academiei; Este reales de 10 ori vicepreședinte al Academiei iar în mai 1946 este ales președinte al Academiei Române. Va deține funcția de președinte al Academiei Române până în 1948, când este înlăturat de la conducerea instituției, ca urmare a transformării acesteia în Academia R.P.R. La 13 august 1948 a fost numit, prin Decretul 1454, "membru titular activ" al Academiei R.P.R. (fără să i se recunoască stagiul de 30 de ani din Academia Română), dar a fost ținut pe o "linie moartă", îndrumând unul dintre colectivele Institutului de Cercetări Juridice, condus de Ion Gheorghe Maurer. Sub conducerea și îndrumarea sa, Colectivul pentru vechiul drept românesc a publicat totuși numeroase studii și lucrări istorice valoroase: "Legiuirea Caragea", "Pravilniceasca Condică a lui Alexandru Ipsilanti", "Codul Calimach", "Manualul juridic al lui Andronache Donici" etc. Au fost depuse la Editura Academiei pentru tipărire: "Chestionar pentru adunarea obiceiurilor juridice ale poporului român", "Nomicon Prohiron", "Îndreptarea Legii sau Pravila lui Matei Basarab", "Condica Criminalistică a Moldovei", "Pravila de la Govora", "Obiceiurile juridice în Țara Românească",
Institutul de cercetări juridice al acestei instituții îi poartă astăzi numele: "Institutul de Cercetări Juridice al Academiei Române Academician Andrei Rădulescu".
Opera lui Andrei Rădulescu este deosebit de complexă (peste 200 de titluri), cu un pronunțat caracter multidisciplinar. "Tezele sale au influențat în mod decisiv istoriografia românească, cercetările în domeniul dreptului, De aceea putem spune, fără teamă de a greși, că "Andrei Rădulescu este întemeietorul școlii de istoria dreptului românesc", afirmă lector univ. dr. Jean Andrei, de la Facultatea de Drept a Universității din București, în referatul publicat în monografia Andrei Rădulescu, 1880-1959, editată de Fundația Andrei Rădulescu și a Marilor Juriști Români, sub îngrijirea Dr. Av. Dana Gruia Dufaut (Editura Hamangiu, 2015, p. 150).
Strălucit jurist, este ales la 31 mai 1938 Prim-Președinte al Înaltei Curți de Casație și Justiție. La 6 septembrie 1940 este înlăturat abuziv din această funcție, printr-un decret semnat de Mareșalul Ion Antonescu. După instaurarea regimului comunist, în 1944, fostul său student, Lucrețiu Pătrășcanu, intrat în conducerea Partidului Comunist, îi oferă să-l repună în funcția de Prim-Președinte al Înaltei Curți de Casație și Justiție. Andrei Rădulescu refuză această ofertă.
Andrei Rădulescu se stinge din viață la București, la 30 septembrie 1959, la vârsta de 79 de ani, fiind înmormântat la Cimitirul Bellu, alături de soția sa Constanța Grăjdănescu (1894 - 1952), descendentă a unei vechi familii boierești.

## Decorații
- Semnul Onorific „Răsplata Muncii pentru 25 ani în Serviciul Statului” (13 octombrie 1941)[3]

## Opera principală
- Noi în 1900. Conferință susținută cu ocazia serbării școlare din 10 mai 1900 în amfiteatrul liceului din Ploiești, Editura ”Bucovina” (1900)
- 24 ianuarie, Conferință rostită la Societatea Studenților în Litere și Filosofie, Tipografia Prahova (1904)
- Din viața și activitatea lui Andronache Donici, Tipografia Prahova (1905, monografie)
- Culegeri de legi, regulamente și deciziuni privitoare la petrol și mine cu expuneri de motive, dezbateri parlamentare și jurisprudențe, lucrare semnată în comun cu Eftimie Mărculescu, București, Socec (1907)
- Luptele lui Ștefan cel Mare cu turcii în anii 1475 și 1476, Institutul de Arte Grafice Carol Gobl (1908)
- Logofătul Nestor: viața și activitatea lui, Atelierele grafice ale Anuarului General al României (1910)
- Cercetări asupra învățământului în Țara Românească până la anul 1865, Institutul de Editură și Arte Grafice ”Flacăra” (1913)
- Privire asupra organizării judecătorești din Dobrogea veche de la anexare până azi, Tipografia ”Curierul Judiciar” (1914)
- Studii de drept civil, Tipografia ziarului ”Curierul Judiciar” (1914)
- Studii de drept civil, 2 volume, Editura ”Cartea Românească” (1920)
- Cultura juridică românească în ultimul secol, Editura Cultura Națională (1920)
- Publicitatea drepturilor reale imobiliare și registrele de proprietate, Editura Cultura Națională (1920)
- Împărțeala prin atribuțiune: cercetare de drept civil, Tiparul Curierul Judiciar (1920)
- Dreptul de moștenire al soțului supraviețuitor, Cultura Națională (1920)
- Pravilistul Flechtenmacher, Editura Cultura Națională (1920)
- 60 de ani de Cod Civil, Editura Cultura Națională (1926)
- Viața juridică și administrativă a satelor (1927)
- Izvoarele Codului Calimachi (1927)
- Viața juridică și administrativă a Satelor (1927)
- Note privitoare la unificarea legislativă în Italia și la noi, Imprimeria Fundației culturale Regele Mihai I (1929)
- Juristul Andronache Donici, Editura Cultura Națională  (1930)
- L'introduction de la législation roumaine en Bessarabie, Imprimerie Moderne(1930)
- Primele încercări de doctrină comercială în Țara Românească, Editura Curierul Judiciar (1930)
- Asemănări între ideile primitive ale poporului din Basarabia și ale poporului român, Regia M.O. Imprimeria Națională (1931)
- Prețuirea lucrărilor juridice românești, Editura ”Curierul Judiciar” (1931)
- Centenarul regulamentului organic al Țării Românești: 1 iulie 1831 - 1 iulie 1931, conferință susținută la Radio la 1 iulie 1931, Editura ”Curierul Judiciar” (1931)
- L'influence belge sur le droit roumain, Bruxelles, A. Puvrez (1932)
- Organizarea statului în timpul Domniei lui Cuza-Vodă, Editura ”Cartea Românească” (1932)
- Legalitate și dreptate. Cunoașterea dreptului. Siguranța dreptului, Editura ”Curierul Judiciar” (1932)
- Izvoarele dreptului civil și comercial român; Tendințe românești spre dreptul italian, Tipografia ”Curierul Judiciar” (1932)
- Cercetări privitoare la înființarea Curții de Casație în România, Imprimeria Națională (1933)
- Originalitatea dreptului românesc, Tipografia ”Curierul Judiciar” (1933)
- Privire asupra dezvoltării juridice a României de la 1964 până astăzi, Tipografia ”Libertatea” (1933)
- Note privitoare la obiceiurile pământului, Extras din volumul în memoria lui Vasile Pârvan(1934)
- Începuturile învățământului juridic în Țara Românească, Editura ”Curierul Judiciar” (1934)
- Regimul juridic al canalului de Suez, Revista Dreptul (1935)
- Constituția cehoslovacă, Monitorul Oficial (1936)
- Câteva noțiuni despre interpretarea legilor, Revista Dreptul (1937)
- Constituția polonă din 23 aprilie 1935, Monitorul Oficial (1938)
- Curs de drept civil predat de Andrei Rădulescu, Editat de I.C. Vasilescu (1938)
- Noua Constituție, Tipografia ”Cuvântul Românesc” (1939)
- Notă asupra justiției în Țara Românească la 1848, Atelierele ”Curierul Judiciar” (1939)
- Deschiderea anului judecătoresc 1938-1939 - la Înalta Curte de Casație și Justiție, Tipografia ”Cuvântul românesc” (1940)
- Regimul juridic al Bosforului și Dardanelelor, Monitorul Oficial (1940)
- Cultura juridică românească, Extras din Pandectele române 1-3 (1942)
- Organizarea tutelei minorilor în dreptul românesc, Monitorul Oficial (1942)
- Mihail Kogălniceanu, Monitorul Oficial și Imprimeriile Statului (1942)
- Din viața și activitatea lui Mihail Kogălniceanu în anii 1865-1867, Editura Fundației Culturale Mihail Kogălniceanu (1942)
- La romanité du droit roumain, Imprimeria Statului, Monitorul Oficial (1942)
- Din trecutul de 80 de ani al Curții de Casație, Monitorul Oficial (1943)
- Curtea Permanentă de Justiție Internațională, Monitorul Oficial (1946)
- Codul nostru civil în anii 1925-1945, Monitorul Oficial (1946)
- Influența franceză asupra dreptului român până în 1864-1946, Monitorul Oficial și Imprimeriile statului (1946)
- Norme privitoare la adunarea materialului pentru cunoașterea vechiului drept scris, Editura Academiei (1949)
- Manual Juridic al lui Andronachi Donici, ediție critică, întocmită sub conducerea Acad. Andrei Rădulescu, Editura Academiei R.P.R. (1961)
- Pagini din istoria dreptului românesc, Editura Academiei (1970)
- Pagini inedite din istoria dreptului românesc, Editura Academiei (1991)